# Burzet
Cet article possède des paronymes, voir Berzet et Buzet.
Burzet est une commune française, située dans le département de l'Ardèche en région Auvergne-Rhône-Alpes.

## Géographie

### Situation et description
Burzet est un village situé à 25 kilomètres d'Aubenas, connu pour une procession du Vendredi saint, appelée « la Passion de Burzet ». La commune est située au cœur du parc naturel régional des Monts d'Ardèche, dans la Cévenne ardéchoise ; son territoire municipal est caractérisé par la présence de sources, de cascades et de jeunes volcans.

### Communes limitrophes
Burzet est limitrophe de six communes, toutes situées dans le département de l'Ardèche et réparties géographiquement de la manière suivante :

### Climat
Pour des articles plus généraux, voir Climat d'Auvergne-Rhône-Alpes et Climat de l'Ardèche.
En 2010, le climat de la commune est de type climat méditerranéen franc, selon une étude du CNRS s'appuyant sur une série de données couvrant la période 1971-2000. En 2020, Météo-France publie une typologie des climats de la France métropolitaine dans laquelle la commune est exposée à un climat de montagne ou de marges de montagne et est dans la région climatique Sud-est du Massif Central, caractérisée par une pluviométrie annuelle de 1 000 à 1 500 mm, minimale en été, maximale en automne.
Pour la période 1971-2000, la température annuelle moyenne est de 10,3 °C, avec une amplitude thermique annuelle de 17 °C. Le cumul annuel moyen de précipitations est de 1 906 mm, avec 9 jours de précipitations en janvier et 5,4 jours en juillet. Pour la période 1991-2020, la température moyenne annuelle observée sur la station météorologique de Météo-France la plus proche, « Montpezat Sa », sur la commune de Montpezat-sous-Bauzon à 4 km à vol d'oiseau, est de 12,1 °C et le cumul annuel moyen de précipitations est de 1 649,9 mm,. Pour l'avenir, les paramètres climatiques de la commune estimés pour 2050 selon différents scénarios d'émission de gaz à effet de serre sont consultables sur un site dédié publié par Météo-France en novembre 2022.

### Hydrographie
Le territoire communal est traversé par la Bourges, un affluent de la Fontolière et donc un sous-affluent en rive gauche de l'Ardèche, dans le bassin du Rhône.

## Urbanisme

### Typologie
Au 1er janvier 2024, Burzet est catégorisée commune rurale à habitat dispersé, selon la nouvelle grille communale de densité à 7 niveaux définie par l'Insee en 2022.
Elle est située hors unité urbaine. Par ailleurs la commune fait partie de l'aire d'attraction d'Aubenas, dont elle est une commune de la couronne,. Cette aire, qui regroupe 68 communes, est catégorisée dans les aires de 50 000 à moins de 200 000 habitants,.

### Occupation des sols
L'occupation des sols de la commune, telle qu'elle ressort de la base de données européenne d’occupation biophysique des sols Corine Land Cover (CLC), est marquée par l'importance des forêts et milieux semi-naturels (96,6 % en 2018), une proportion identique à celle de 1990 (96,6 %). La répartition détaillée en 2018 est la suivante : 
forêts (60,8 %), milieux à végétation arbustive et/ou herbacée (35,9 %), zones agricoles hétérogènes (3,2 %), prairies (0,2 %).
L'évolution de l’occupation des sols de la commune et de ses infrastructures peut être observée sur les différentes représentations cartographiques du territoire : la carte de Cassini (XVIIIe siècle), la carte d'état-major (1820-1866) et les cartes ou photos aériennes de l'IGN pour la période actuelle (1950 à aujourd'hui).

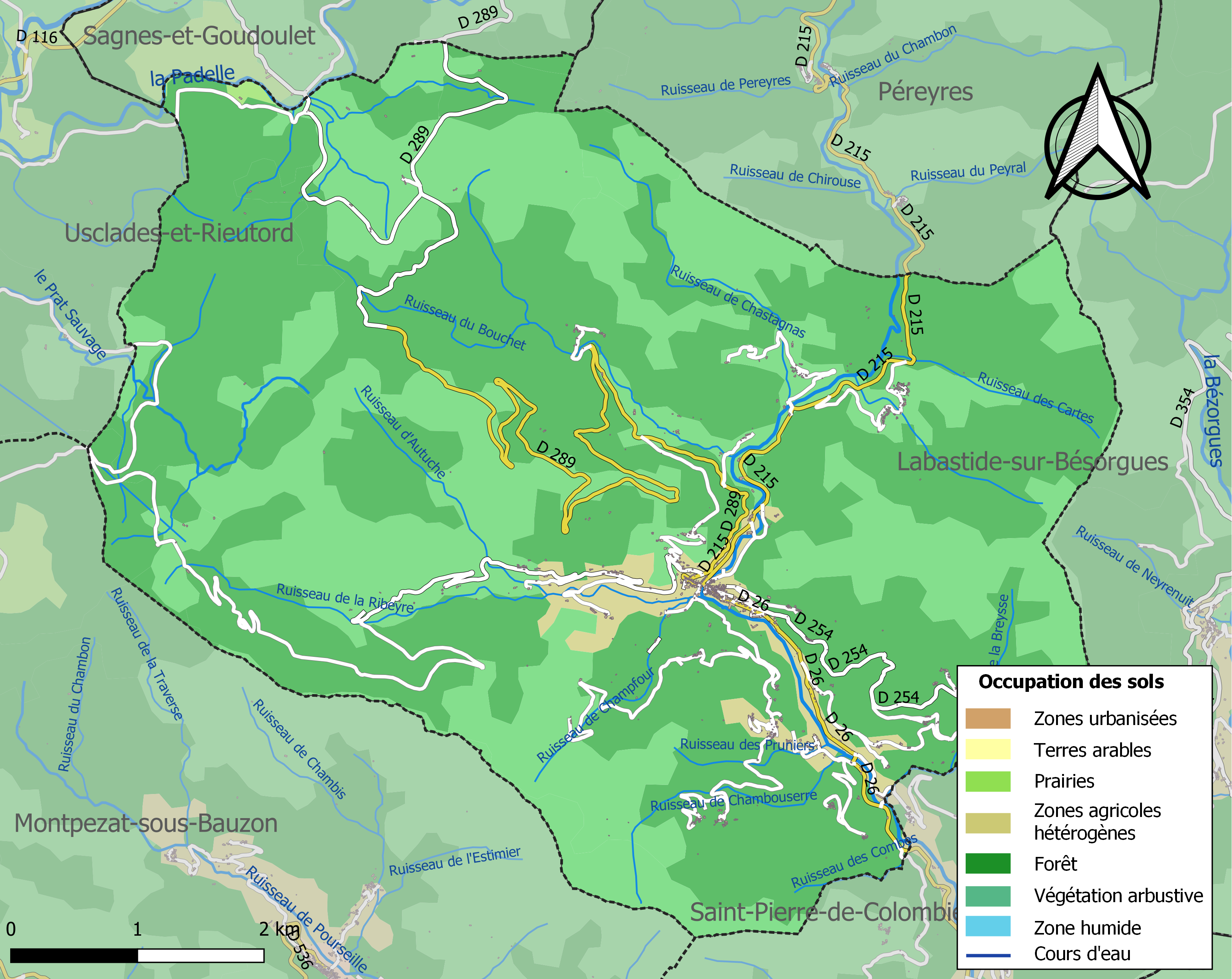
Carte des infrastructures et de l'occupation des sols de la commune en 2018 (CLC).

### Risques naturels et technologiques
La commune est située en zone de risque naturel d'incendie de forêt. C'est en luttant contre un de ces incendies de forêt qu'un Lockheed C-130 Hercules version bombardier d'eau s'est écrasé le 6 septembre 2000, faisant deux morts et deux blessés dans l'équipage.

## Histoire
En 1731 Burzet est plus peuplée qu'Aubenas et Vals, et est la troisième paroisse du Vivarais derrière Annonay et Bourg-Saint-Andéol.
La révolution de 1848 est l'occasion pour les notables locaux de tenter de renverser le cours d'anciennes rivalités. Ainsi, en 1845, le notaire Arnaud avait remporté le siège de conseiller général contre son vieil ami De Bernardy, juge de paix et membre d'une famille de la noblesse de robe anoblie en 1771. Battu, le juge ouvre une information judiciaire contre son rival victorieux. La révolution arrive, et le commissaire du gouvernement (qui remplace le préfet au début de la Deuxième République) suspend De Bernardy de ses fonctions de juge de paix. Menacé de perdre son influence dans le canton face à Arnaud qui cumule les fonctions de maire et de conseiller général, De Bernardy mobilise ses partisans à l'occasion de la cérémonie de plantation de l'arbre de la liberté qui doit avoir lieu le 30 avril. Il profite de son grade de capitaine de la garde nationale du canton pour tenter un coup de force. Le conseiller général Arnaud, prévenu, requiert la présence de la gendarmerie de Montpezat-sous-Bauzon. Le jour de la plantation, on a donc deux troupes face à face. Une échauffourée a lieu, l'adjoint au maire est bousculé et son écharpe lui est arrachée. Pour éviter une fusillade sanglante, la gendarmerie se retire, et le commissaire du gouvernement suspend la municipalité, ce que les partisans de De Bernardy considèrent comme une victoire face à Arnaud et face au nouveau régime.

### Héraldique
| Blason de Burzet | Blason  | Écartelé : au 1er et au 4e d'argent au murier sauvage arraché de sinople, aux deux fasces de gueules brochant sur le tout, au 2e d'or à l'aigle bicéphale soudée d'argent soutenue d'un soleil non figuré de gueules, au 3e d'azur au rocher d'argent mouvant de la pointe et du flanc dextre, sommé d'une tour d'or ouverte et ajourée de sable. |
| Blason de Burzet | Détails | Le statut officiel du blason reste à déterminer. |

## Politique et administration
| Période      | Période                   | Identité                                     | Étiquette     | Qualité                                             |
| ------------ | ------------------------- | -------------------------------------------- | ------------- | --------------------------------------------------- |
| Avril 1872   | février 1874              | Jean François Régis Cyprien LACOMBE          |               | Avocat Notaire                                      |
| mars 1848    |                           | Arnaud                                       |               | notaire, conseiller général                         |
| juillet 1872 |                           | Jean François Régis Cyprien[réf. nécessaire] |               | avocat, notaire                                     |
| mai 1929     | mai 1940                  | Victor Plantevin                             | URD           | Industriel Conseiller général                       |
| 1940         | mai 1945                  | Charles Besson                               |               | Conseiller départemental de 1942 à 1944             |
| mai 1945     | mars 1971                 | Victor Plantevin                             | URD puis CNIP | Industriel Conseiller général Député de 1951 à 1958 |
| mars 1971    | 15 juillet 1971           | Élie Nury                                    | PCF           | Retraité                                            |
| mars 1977    | mars 1983                 | Chantal Réot                                 | RPR           |                                                     |
| mars 1983    | mars 2001                 | Robert Réot                                  | RPR           | Médecin Conseiller général                          |
| mars 2001    | mars 2014                 | Gabriel Comte                                | DVD           | Ingénieur Conseiller général                        |
| mars 2014    | mai 2020                  | Geneviève Teyssier                           | DVD           | Enseignante retraitée                               |
| mai 2020     | En cours (au 6 août 2020) | Jean-Pierre Reymond                          |               |                                                     |

## Population et société

### Démographie
L'évolution du nombre d'habitants est connue à travers les recensements de la population effectués dans la commune depuis 1793. Pour les communes de moins de 10 000 habitants, une enquête de recensement portant sur toute la population est réalisée tous les cinq ans, les populations de référence des années intermédiaires étant quant à elles estimées par interpolation ou extrapolation. Pour la commune, le premier recensement exhaustif entrant dans le cadre du nouveau dispositif a été réalisé en 2004.

En 2022, la commune comptait 529 habitants, en évolution de +33,25 % par rapport à 2016 (Ardèche : +2,48 %, France hors Mayotte : +2,11 %).
| 1793  | 1800  | 1806  | 1821  | 1831  | 1836  | 1841  | 1846  | 1851  |
| ----- | ----- | ----- | ----- | ----- | ----- | ----- | ----- | ----- |
| 2 601 | 2 670 | 3 230 | 3 111 | 3 516 | 3 480 | 3 456 | 3 415 | 3 377 |

| 1856  | 1861  | 1866  | 1872  | 1876  | 1881  | 1886  | 1891  | 1896  |
| ----- | ----- | ----- | ----- | ----- | ----- | ----- | ----- | ----- |
| 2 890 | 2 774 | 2 726 | 2 760 | 2 742 | 2 608 | 2 812 | 2 734 | 2 785 |

| 1901  | 1906  | 1911  | 1921  | 1926  | 1931  | 1936  | 1946  | 1954  |
| ----- | ----- | ----- | ----- | ----- | ----- | ----- | ----- | ----- |
| 2 525 | 2 538 | 2 543 | 1 931 | 1 810 | 1 754 | 1 583 | 1 355 | 1 313 |

| 1962  | 1968 | 1975 | 1982 | 1990 | 1999 | 2004 | 2006 | 2009 |
| ----- | ---- | ---- | ---- | ---- | ---- | ---- | ---- | ---- |
| 1 000 | 838  | 618  | 619  | 534  | 504  | 514  | 519  | 453  |

| 2014 | 2019 | 2022 | - | - | - | - | - | - |
| ---- | ---- | ---- | - | - | - | - | - | - |
| 409  | 522  | 529  | - | - | - | - | - | - |

### Enseignement
La commune est rattachée à l'académie de Grenoble.

### Cultes
L'Église paroissiale de Burzet (propriété de la commune) et la communauté catholique sont rattachées à la Paroisse Sainte Marie Rivier en Val d’Ardèche, laquelle dépend du diocèse de Viviers.

### Manifestations culturelles et festivités
- Célèbre[réf. nécessaire] procession en costumes chaque vendredi Saint, jour de la Passion du Christ.
- Burzet accueille chaque année, au mois d'octobre, un festival de la BD et du dessin d'humour, organisé par l'association les RiboulesDingues. Celui-ci accueille des dessinateurs à la renommée nationale[25].
- Le rallye Monte-Carlo 2007 a fait son retour à Burzet après 10 ans d'absence.
- Épreuve cycliste : Grimpée de Burzet, chaque année en août. Contre la montre individuel / environ 70 engagés.

## Économie

### Tourisme
La commune de Burzet est classée « Station Verte » par la Fédération Française des Stations Vertes de Vacances, depuis le 4 mars 2009
La Station Verte de Vacances valorise l’attrait naturel pour des séjours à la campagne : rivière, lac, plan d’eau, espaces naturels, forêt, site pittoresque. Ce label prend aussi en compte l’accueil et le séjour des touristes dans un environnement préservé.

## Culture locale et patrimoine

### Lieux et monuments
- Le château Galimard est inscrit aux monuments historiques depuis le 31 octobre 2016 ;
- Les ruines et vestiges de plusieurs châteaux. Lesquels ?
- L'église Saint-André, datant du XVIe siècle, avec son (clocher à peigne) est classée aux monuments historiques depuis le 3 novembre 1930[27].
- Chapelle Notre-Dame-des-Sept-Douleurs de Burzet.
- Chapelle Saint-Bénézet de Villard.
- L'ancien prieuré de Belvezet est inscrit aux monuments historiques depuis le 23 février 1981[28].
- La statue de la vierge, qui surplombe le village. Elle représente Notre-Dame de Toutes Grâces et fut érigée en 1874 sur les vestiges du donjon du XIIe – XIIIe siècle. Autrefois, il y avait une procession tous les 15 août pour la rejoindre sur les hauteurs de Burzet.

### Personnalités liées à la commune
- Burzet serait la patrie de Saint Bénézet qui construisit le pont d'Avignon[29].
- Jean-Marc Chamard, artiste peintre est né à Burzet. Le village accueillit ses premières expositions de 1980 à 1987 ainsi que son exposition anniversaire en 2010.
- Victor Plantevin (1900-1983), maire de Burzet et député de l'Ardèche de 1951 à 1958. Enterré au cimetière à côté de l'église.
- La commune de Burzet a donné son nom à une excellente variété de châtaigne, la burzette[30] aussi appelée roussette ou pastourelle. Cette variété est répandue dans le secteur de Thueyts, Burzet et Le Cheylard. Sa qualité de chair est peu commune[réf. nécessaire], mais c'est un petit fruit de 10 à 12 grammes. Belle couleur marron roux. Péricarpe fin (décorticage aisé). Amande blanche peu cloisonnée. Chair onctueuse et sucrée. Bonne aptitude au séchage. Les châtaigniers greffés par la variété roussette sont communément appelés des « rousset ». Ils ont un port vertical. Fragile aux contraintes mécaniques (vent, neige). Maturité demi-précoce mais débourrement tardif.

### Héraldique
|  | Burzet possède des armoiries dont l'origine et le blasonnement exact ne sont pas disponibles. |